# 고창 삼인리 송악
고창 삼인리 송악은 대한민국 전북특별자치도 고창군 아산면 선운사 입구에 있는 송악이다. 1991년 11월 27일 대한민국의 천연기념물 제367호로 지정되었다.

## 개요
송악은 두릅나무과에 속하는 늘푸른 덩굴식물로 줄기에서 뿌리가 나와 암석 또는 다른 나무 위에 붙어 자란다. 잎은 광택이 있는 진한 녹색이고 꽃은 10월에 녹색으로 피며, 열매는 다음해 5월에 둥글고 검게 익는다. 우리나라에서는 서남해안 및 섬지방의 숲속에서 주로 자라고 있다.
고창 삼인리 송악은 선운사 입구 개울 건너편 절벽 아래쪽에 뿌리를 박고 절벽을 온통 뒤덮고 올라가면서 자라고 있으며, 정확한 나이는 알 수 없으나 크기로 보아 적어도 수 백년은 되었으리라 생각된다.
고창 삼인리 송악은 그 크기가 보기 드물 정도로 크고, 고창 삼인리는 송악이 내륙에서 자랄 수 있는 북방한계선에 가까우므로 천연기념물로 지정하여 보호하고 있다.

## 사진

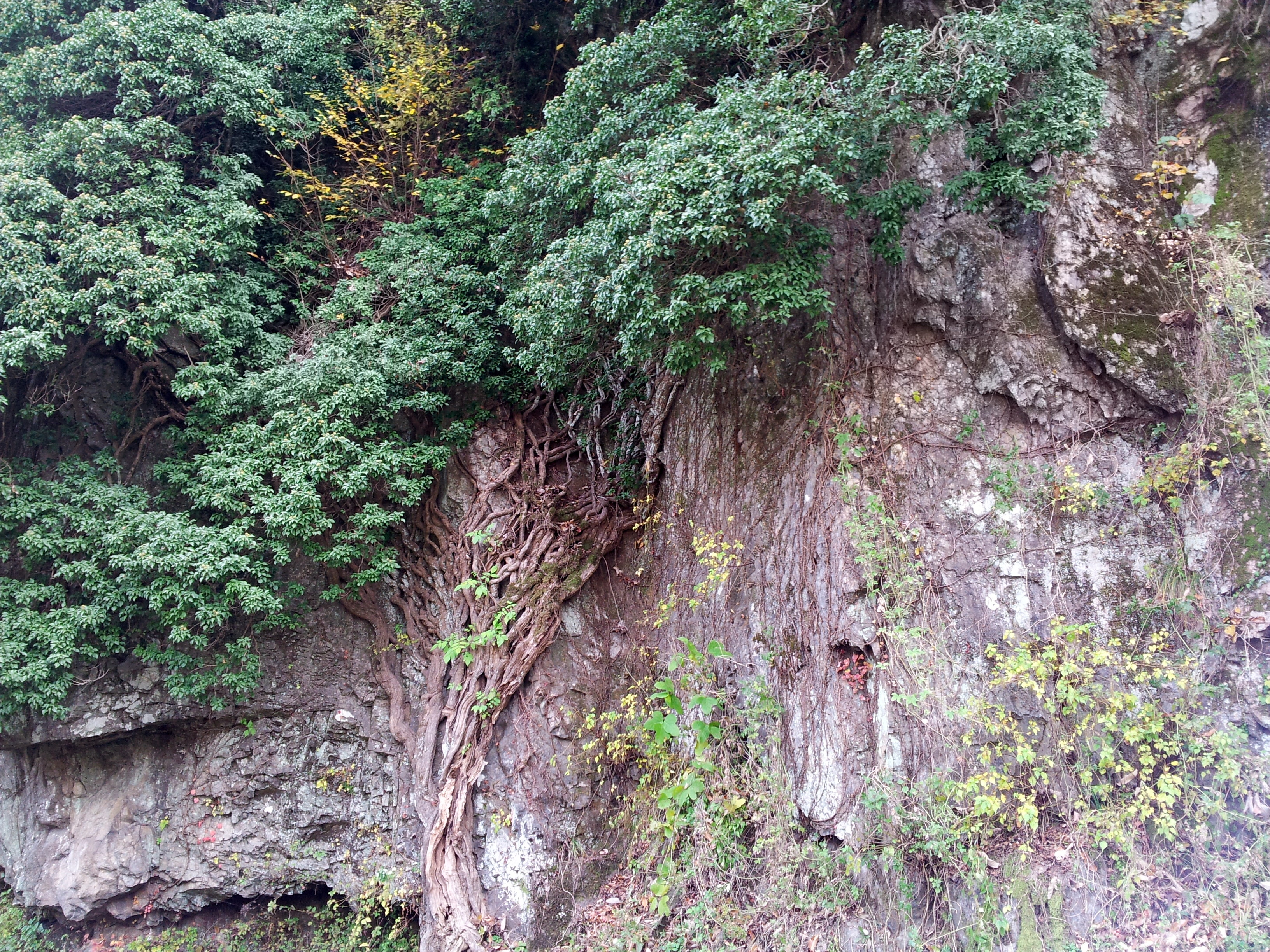

## 참고 문헌
- 문화재청, 《문화재이야기여행 천연기념물 100선 보관됨 2016-08-28 - 웨이백 머신》, pp175-176, 2016-03-31

## 참고 자료
- 고창 삼인리 송악 - 국가유산청 국가유산포털
- 고창 삼인리의 송악 보관됨 2007-09-29 - 웨이백 머신 - 남북의 천연기념물
- 고창 삼인리의 송악[깨진 링크(과거 내용 찾기)] - 서울특별시과학전시관